# 長沼フートピア公園
長沼フートピア公園（ながぬまフートピアこうえん）は宮城県登米市迫町北方にある公園。

## 概要
宮城県最大の自然湖沼「長沼」の南側にある湖畔公園で、高さ21m強のオランダ風車「白鳥」がシンボルとなっている。
風車に合わせてチューリップの植栽があり、北側にある長沼は夏になるとハスで湖面が覆われ、花の咲く時期は特に見応えがある。
公園内には、アスレチック遊具や長さ111メートルのローラーすべり台など種々の施設があり、大人も子どもも楽しめる。

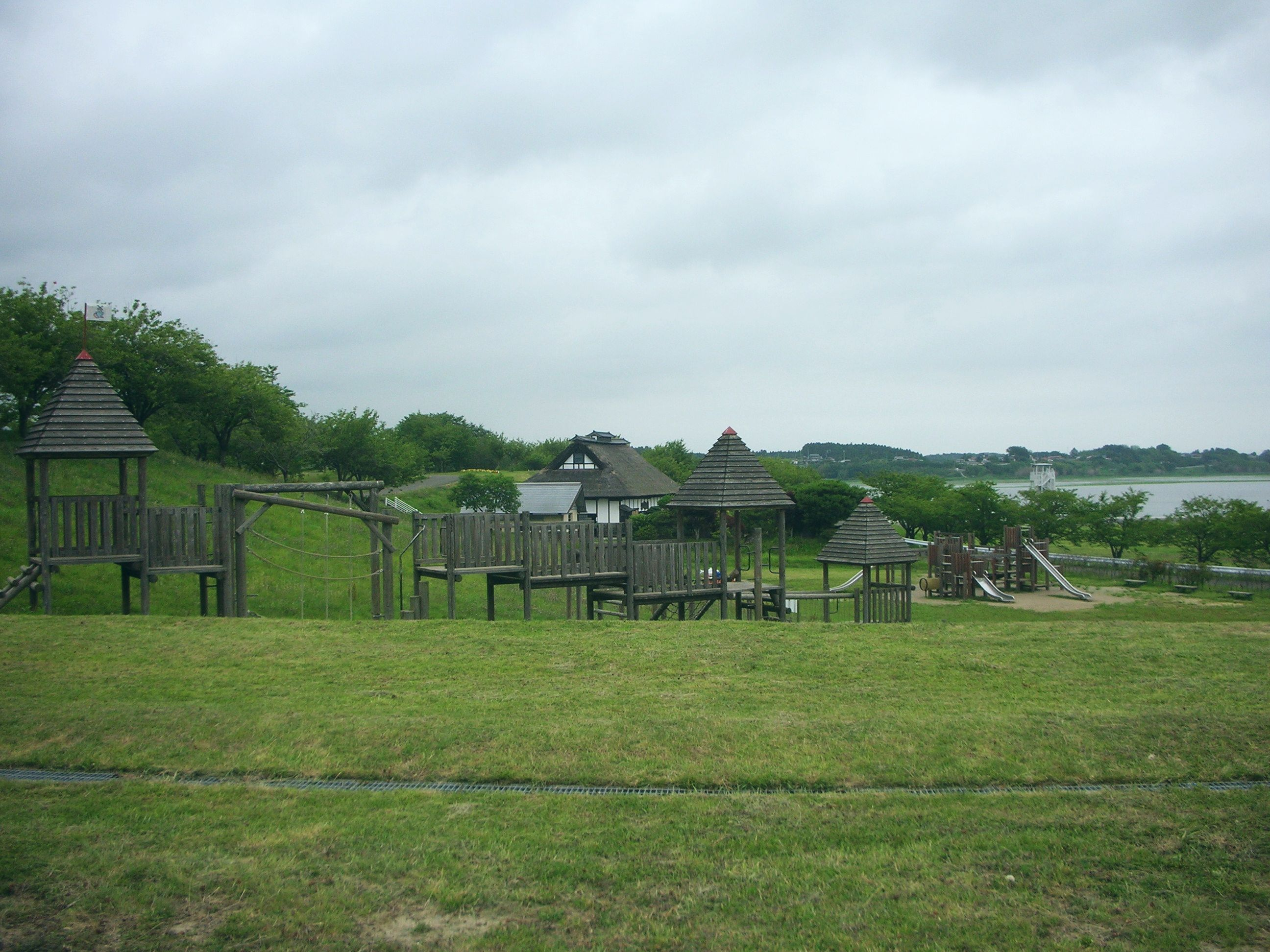
園内のアスレチック遊具

## 施設・イベント
- オランダ風車「白鳥」 - 平成3年3月竣工
- 110mローラー滑り台
- キャンプ場

●オートサイト(車乗入〇電源〇)10区画　
●芝生広場サイト(車乗入〇)10組　
●一般フリーサイト(車乗入×)約30張
- キャンプファイヤー炊事場
- ふるさと物産館
- ふるさと館
- レンタサイクル - 1時間200円
- NAGANUMA MARKT～ﾅｶﾞﾇﾏ ﾏﾙｸﾄ～：５月下旬(フリーマーケット)
- 迫B&G海洋センター
- 国際A級コースの「アイエス総合ボートランド（宮城県長沼ボート場）」
- 長沼はすまつり - 時期/毎年：8月1～31日
- ふるさと花火in長沼 - 時期/毎年：8月13日[1]
- 東北風土マラソン＆フェスティバル[2]

## 周辺
- 伊豆沼・内沼サンクチュアリーセンター
- 長沼
- 伊豆沼
- 佐沼城「鹿ヶ城」
- 首壇 - 葛西大崎一揆を討伐した伊達政宗が佐沼城に立て籠った2500余人をなで斬りにし、首壇に首級を葬ったもの。1913年に、当時の郷党有志が碑を建立。
- 上行寺のイチョウと十三講祭り

## 所在地
- 〒987-0513 宮城県登米市迫町北方字天形161番地84

## アクセス
- JR東日本東北本線梅ケ沢駅から車で13分
- JR東日本東北本線新田駅から車で15分
- JR東日本東北新幹線くりこま高原駅から車で25分
- 東北自動車道築館ICから車で30分
- 駐車場/普通車200台、バス4台